# José Manuel Rivero
José Manuel Rivero Iglesias (Cambados, Pontevedra, 17 de marzo de 1967) es un ingeniero industrial y político español. Fue elegido Diputado de la Junta General del Principado tras las elecciones celebradas el 22 de mayo de 2011 y posteriormente fue nombrado Consejero de Economía y Empleo del Gobierno de Asturias en su VIII legislatura.

## Formación y trayectoria
Estudió en el Colegio de la Inmaculada (Gijón) con la promoción de 1985 antes de ingresar en la universidad y cursar ingeniería industrial.
Previamente a su paso a la política trabajó en los departamentos de Secretaría General Técnica, Planificación Estratégica, Trading y Proyectos e Inversiones de HC Energía. Fue Consejero de Economía y Empleo del Gobierno de Asturias en la VIII legislatura, cargo del que tomó posesión el 18 de julio de 2011.